# Zilupe (Fluss)
Die  Zilupe (lettisch) oder Sinjaja (russisch Си́няя) oder Sinjucha (belarussisch Сінюха) ist ein Fluss im Osten des Baltikums.

## Verlauf
Der Fluss entspringt in einem Sumpfgebiet nordwestlich des Aswejasees in Belarus nahe dem Drei-Länder-Eck zu Lettland und Russland, fließt nordwärts und bildet für 12 km die Grenze zwischen diesen beiden Staaten. Die nächsten 59 km bis zum Zil-See verläuft die Zilupe auf lettischem Territorium, bildet dann für weitere 4 km die Grenze und mündet auf russischem Territorium in die Welikaja. Die Breite des Flusses beträgt in Lettland 10–15 Meter, unterhalb Krasnogorodsk 30 Meter.
- Größte Zuflüsse sind Plusona (27 km), Istra (39 km) und Werscha.
- Größere Orte am Ufer sind Zilupe, Pogrow und Krasnogorodsk.